# Hymenophyllum applanatum
Hymenophyllum applanatum là một loài dương xỉ trong họ Hymenophyllaceae. Loài này được Ebihara & K.Iwats. mô tả khoa học đầu tiên năm 2010.